# Hadena
Hadena is een geslacht van vlinders uit de familie uilen (Noctuidae).

## Soorten
- H. aberrans Evans, 1856
- H. abikonis Matsumura, 1926
- H. abnormis Draudt, 1950
- H. acanthus Herrich-Schäffer, 1869
- H. acca Herrich-Schäffer, 1869
- H. adriana (Schawerda, 1921)
- H. adustaeoides Draeseke, 1928
- H. afghana (Brandt, 1947)
- H. alba Vallatin., 1893
- H. albertii Hacker, 1996
- H. albifluviata Druce, 1905
- H. albimacula Borkhausen, 1792 – Witvlek-silene-uil
- H. albimixta Schaus, 1911
- H. albipuncta Hampson, 1911
- H. albirena Draudt, 1950
- H. albistellata Druce, 1908
- H. albistriga Druce, 1908
- H. albitela Druce, 1908
- H. albomixta Draudt, 1950
- H. albostriata Druce, 1911
- H. altaica Lederer, 1853
- H. amabilis Barnes & McDunnough
- H. archaica Hacker, 1996
- H. ardelio Draudt, 1924
- H. armeriae Guenée, 1852
- H. atalantica (Hampson, 1905)
- H. atlantica (Hampson, 1905)
- H. atrax Draudt, 1950
- H. atrivena Hampson, 1903
- H. aureomixta (Draudt, 1934)
- H. avempacei (Tams, 1925)
- H. aya Dognin, 1897
- H. azarai Agenjo, 1940
- H. azorica Meyer & Fibiger, 2002
- H. bactriana Hacker, 1996
- H. badakhshana Hacker, 1996
- H. basivirida Barnes & McDunnough, 1911
- H. behouneki Freina, 1983
- H. bicruris (Hufnagel, 1766) – Gewone silene-uil
- H. boliviana Köhler, 1968
- H. boursini Wiltshire, 1957
- H. bruchi Köhler, 1947
- H. bulgeri (Felder & Rogenhofer, 1874)
- H. caesia (Denis & Schiffermüller, 1775)
- H. cailinita Draudt, 1934
- H. calographa Maassen, 1890
- H. caloscotina Dyar, 1913
- H. camerunicola Strand, 1915
- H. caneosparsata Dognin, 1914
- H. canescens Brandt, 1947
- H. canosticta Druce, 1905
- H. cappadocia Hacker, 1987
- H. capsincola (Denis & Schiffermüller, 1775)
- H. capsularis Guenée, 1852
- H. cavalla Pinker, 1980
- H. centrochlora Dyar, 1914
- H. cimelia Brandt, 1938
- H. ciniva Schaus, 1898
- H. circumvadis Smith, 1902
- H. clara (Staudinger, 1901)
- H. clavifera Hampson, 1909
- H. clavisigna Hampson
- H. cleptoschema Dyar, 1912
- H. compta Denis & Schiffermüller, 1775 – Witband-silene-uil
- H. confucii (Draudt, 1950)
- H. confusa (Hufnagel, 1766) – Gevlekte silene-uil
- H. congener Hampson, 1909
- H. consparcatoides (Schawerda, 1928)
- H. corrupta Herz, 1898
- H. costigera Moore, 1881
- H. costirufa Draudt, 1950
- H. cuprescens Hampson, 1903
- H. chalcia Hampson, 1903
- H. christophi (Moschler, 1862)
- H. chrysocyanea Boursin, 1961
- H. chrysochlora Druce, 1908
- H. chrysographa Hacker, 1996
- H. chrysolepia Püngeler
- H. danilewskyi Hacker, 1996
- H. datis Druce, 1894
- H. dealbata Staudinger, 1892
- H. defreinai Hacker, Kuhna & Gross, 1986
- H. delecta Barnes & McDunnough, 1916
- H. desquamata Filipjev, 1931
- H. detracta Walker, 1857
- H. dianthoecioides Boursin, 1940
- H. dictyota Lower, 1901
- H. difficilis Hacker, 1996
- H. dilatata Smith, 1900
- H. dileucescens Lucas, 1895
- H. dilusceus Lucas, 1895
- H. dima Dyar, 1916
- H. dissentanea Draudt, 1924
- H. draudti Brandt, 1938
- H. drenowskii (Rebel, 1930)
- H. dsungarica Hacker, 1996
- H. duercki Draudt, 1934
- H. eberti Boursin, 1961
- H. ectrapela Smith, 1898
- H. ectypa (Morrison, 1875)
- H. ectypaa Morrison, 1875
- H. egregia Draudt, 1924
- H. elaeistis Druce, 1905
- H. elbursica Hacker, 1996
- H. erythurus Druce, 1908
- H. esopis Druce
- H. esperi Hacker, 1992
- H. eucyria Dyar, 1910
- H. eugrapha Hampson, 1909
- H. eximia Staudinger, 1895
- H. exornata Walker, 1858
- H. expulsa Guenée, 1852
- H. fasciata Leech, 1889
- H. femina Hacker, 1996
- H. ferrisparsa Hampson, 1894
- H. fibigeri Hacker, 1996
- H. figurata Walker, 1865
- H. filigrama Esper, 1788
- H. filipjevi Draudt, 1934
- H. filograna (Esper, 1788)
- H. finitima Hacker, 1996
- H. fusifasciata Walker, 1865
- H. gandhara Hacker, 1996
- H. gasiva Schaus, 1898
- H. gavisa Schaus, 1898
- H. germaniciae Boursin, 1959
- H. glaciata Grote, 1882
- H. goniophora Schaus, 1903
- H. goodelli Grote, 1875
- H. griseifusa Draudt, 1950
- H. gueneei (Staudinger, 1901)
- H. gumia Draudt, 1924
- H. gyulaii Hacker, 1996
- H. heringi Draudt, 1934
- H. hieroglyphera Maassen, 1890
- H. hissarica Hacker, 1996
- H. hodeva Druce, 1889
- H. hreblayi Hacker, 1996
- H. humilis (Christoph, 1893)
- H. hyrcanoides Hacker, 1996
- H. ignepectus Druce, 1908
- H. ignicola (Warren, 1909)
- H. illoba Butler, 1878
- H. imitata Maassen, 1890
- H. incerta Staudinger, 1896
- H. inexpectata Varga, 1979
- H. intensa Boursin, 1962
- H. intonsa Berg, 1875
- H. irregularis Hufnagel, 1766 – Oorsilene-uil
- H. jocosa Schaus, 1894
- H. jola Barnes & Benjamin, 1924
- H. juvenilis Maassen, 1890
- H. kamburonga Holloway, 1976
- H. karagaia (Bang-Haas, 1912)
- H. karsholti Hacker, 1995
- H. klapperichi Boursin, 1960
- H. knyvetti Hampson, 1894
- H. kurajica Hacker, 1996
- H. labecula Zetterstedt, [1839]
- H. laeta Maassen, 1890
- H. lasiestrina Draudt, 1950
- H. laudeti (Boisduval, 1840)
- H. lebruni Mabille, 1885
- H. leucoceps Hampson, 1913
- H. literata Fischer de Waldheim, 1840
- H. lithaphania Dyar, 1913
- H. lubens Grote, 1875
- H. lucida Brandt, 1938
- H. luteago Schiffermüller, 1777
- H. luteocincta (Rambur, 1834)
- H. lypra (Püngeler, 1904)
- H. macilenta Brandt, 1947
- H. magellana Mabille, 1885
- H. magnifica Hacker, 1996
- H. magnolii (Boisduval, 1829)
- H. mamestroides Walker, 1865
- H. mandarina Leech, 1900
- H. marea Schaus, 1894
- H. mareoides Köhler, 1968
- H. marmica Schaus, 1898
- H. mediana Moore, 1881
- H. melanochrea Staudinger, 1891
- H. melanochroa (Staudinger, [1892])
- H. melanoleuca Druce, 1908
- H. meridionalis Hampson, 1903
- H. mesolampra Brandt, 1938
- H. mesotoma Hampson, 1909
- H. mimula Grote, 1883
- H. minorata Smith, 1887
- H. miserabilis (Alphéraky, 1892)
- H. mista Staudinger, 1889
- H. moerens Butler, 1882
- H. mohosa Dognin, 1897
- H. monotona Bang-Haas, 1912
- H. montana (Brandt, 1941)
- H. montara Smith, 1910
- H. mulleri Draudt, 1924
- H. musculina Staudinger, 1891
- H. nagaensis Hampson, 1894
- H. naida Dyar, 1910
- H. natalensis Butler, 1875
- H. naumanni Hacker, 1996
- H. nebulosa Hacker, 1996
- H. nectaristis Draudt, 1924
- H. neglecta Hacker, 1992
- H. nekrasovi Hacker, 1996
- H. nervina Dognin, 1897
- H. nevadae (Draudt, 1933)
- H. nigricata Pinker, 1968
- H. nipana Smith, 1910
- H. niveifera Hampson, 1906
- H. nobilis Hacker, 1996
- H. noverca Grote, 1878
- H. nuratina Hacker & Klyuchko, 1996
- H. obscura Smith, 1891
- H. obvia Eversmann, 1856
- H. oenistis Druce, 1905
- H. olivocincta Guenée, 1852
- H. olivochroa Hampson, 1909
- H. orihuela Hacker, 1996
- H. oriza Druce, 1889
- H. orizabena Schaus, 1898
- H. ornatissima Wileman, 1911
- H. paranica Schaus, 1903
- H. paropamisos Hacker, 1992
- H. pennitarsis Walker, 1858
- H. perornata Draudt, 1950
- H. perpetua Hacker, 1996
- H. perplexa (Denis  & Schiffermüller, 1775) – Variabele silene-uil
- H. persimilis Hacker, 1996
- H. persparcata Draudt, 1950
- H. pfeifferi Draudt, 1934
- H. phaulocyria Dyar, 1910
- H. picturata Alphéraky, 1882
- H. plumasata Buckett & Bauer, 1967
- H. plumipes Hampson, 1907
- H. poliastis Hampson, 1902
- H. povera Blanchard, 1852
- H. praedita Hübner, 1827
- H. praetermissa Hacker, 1996
- H. protai Berio, 1978
- H. pseudoclara Hacker, 1996
- H. pseudodealbata Hacker, 1988
- H. pseudohyrcana de Freina & Hacker, 1985
- H. psittacus Herrich-Schäffer, 1850
- H. ptochica Püngeler, 1899
- H. pumicosa Hacker, 1996
- H. pumila (Staudinger, 1879)
- H. purpurea Barnes & McDunnough, 1910
- H. pusilla Püngeler
- H. pygmaea Boursin, 1962
- H. pyrosoma Hampson, 1907
- H. quotuma Hacker & Gyulai, 1998
- H. resputa Draudt, 1924
- H. rhodocharis Brandt, 1938
- H. rjabovi (Idrisov, 1961)
- H. roberti Draudt, 1924
- H. rodora Dyar, 1910
- H. rolleti Lajonquière, 1969
- H. romieuxi Culot, 1924
- H. ronkayorum Hacker, 1996
- H. rosina Köhler, 1947
- H. rubens Druce, 1889
- H. ruetimeyeri Boursin, 1951
- H. rufilinea Druce, 1909
- H. ruptilinea (Walker, 1857)
- H. sadales Druce, 1898
- H. salmonea Draudt, 1934
- H. sancta (Staudinger, 1859)
- H. satanella Alphéraky, 1892
- H. scurrilis Draudt, 1924
- H. scythia Klyuchko & Hacker, 1996
- H. schwingenschussi Draudt, 1934
- H. secedens Walker, 1857
- H. secreta Hacker, 1996
- H. segregata Smith, 1893
- H. seminaria Schaus, 1894
- H. silenes (Hübner, 1822)
- H. silenides (Staudinger, 1895)
- H. softa Staudinger, 1897
- H. sogdiana Hacker, 1996
- H. soligena Möschler, 1886
- H. speyeri Felder, 1874
- H. splendida (Draudt, 1950)
- H. staudingeri Wagner, 1931
- H. stenoptera Rebel, 1933
- H. strouhali Boursin, 1955
- H. suavina Draudt, 1950
- H. subhyrcana Hacker, 1996
- H. subjecta Walker, 1857
- H. subpicta Schaus, 1898
- H. syriaca (Osthelder, 1933)
- H. syrrudis Dognin, 1914
- H. tephrochrysea Draudt, 1934
- H. tephroleuca (Boisduval, 1833)
- H. thecaphaga Draudt, 1937
- H. thomasi Hacker, 1996
- H. tolimae Zerny, 1916
- H. transvitta Dyar, 1913
- H. trasca Dyar, 1912
- H. trisagittata Rothschild, 1914
- H. tristis (Draudt, 1934)
- H. tuana Smith, 1906
- H. umbrata Schaus, 1911
- H. uncisigna Hampson, 1913
- H. urumovi Drenowski, 1931
- H. v-album Hampson, 1891
- H. variegata Wagner, 1929
- H. variolata (Smith, 1888)
- H. vartianica Hacker, 1996
- H. vauorbicularis Smith, 1902
- H. verruca Dyar, 1914
- H. vidua Staudinger, 1888
- H. vigas Schaus, 1894
- H. vilis Gaede, 1916
- H. vulcanica (Turati, 1907)
- H. vulpecula (Brandt, 1938)
- H. wehrlii (Draudt, 1934)
- H. weigerti Hacker, 1996
- H. wiltshirei Brandt, 1947
- H. wolfi Hacker, 1992
- H. xanthocosma Turner, 1903
- H. zaprjagaevi Hacker & Nekrasov, 1996
- H. zerfii Dumont, 1922
- H. zernyi Draudt, 1934

## Afbeeldingen

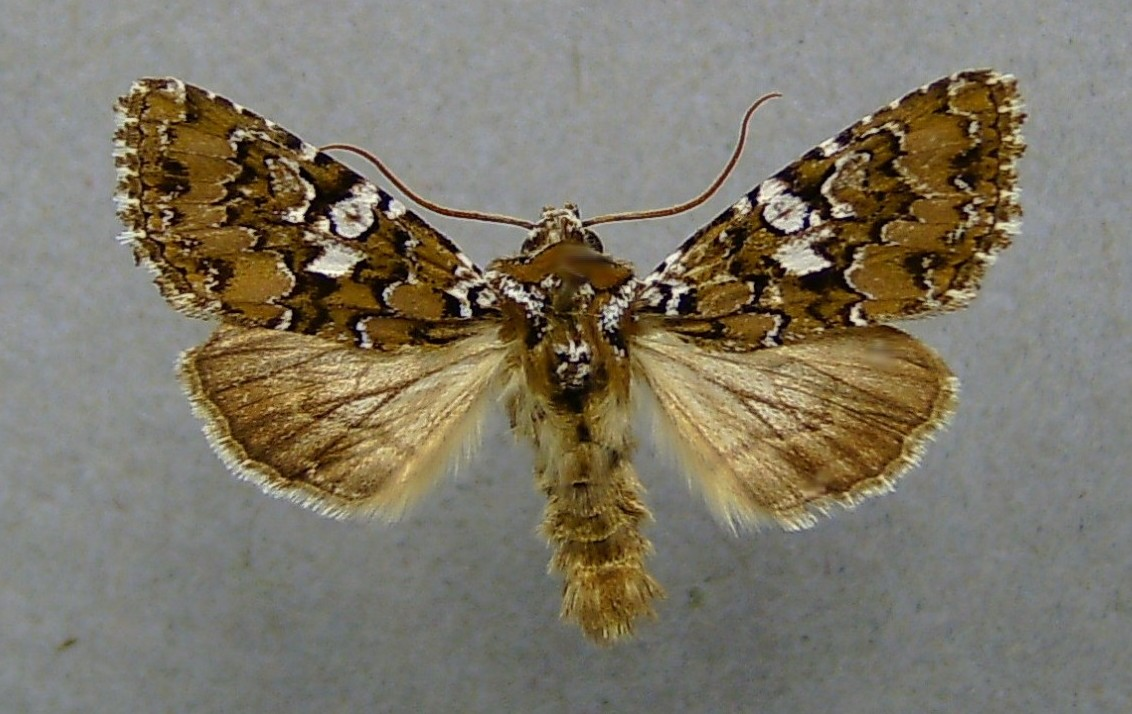
Hadena albimacula Witvlek-silene-uil
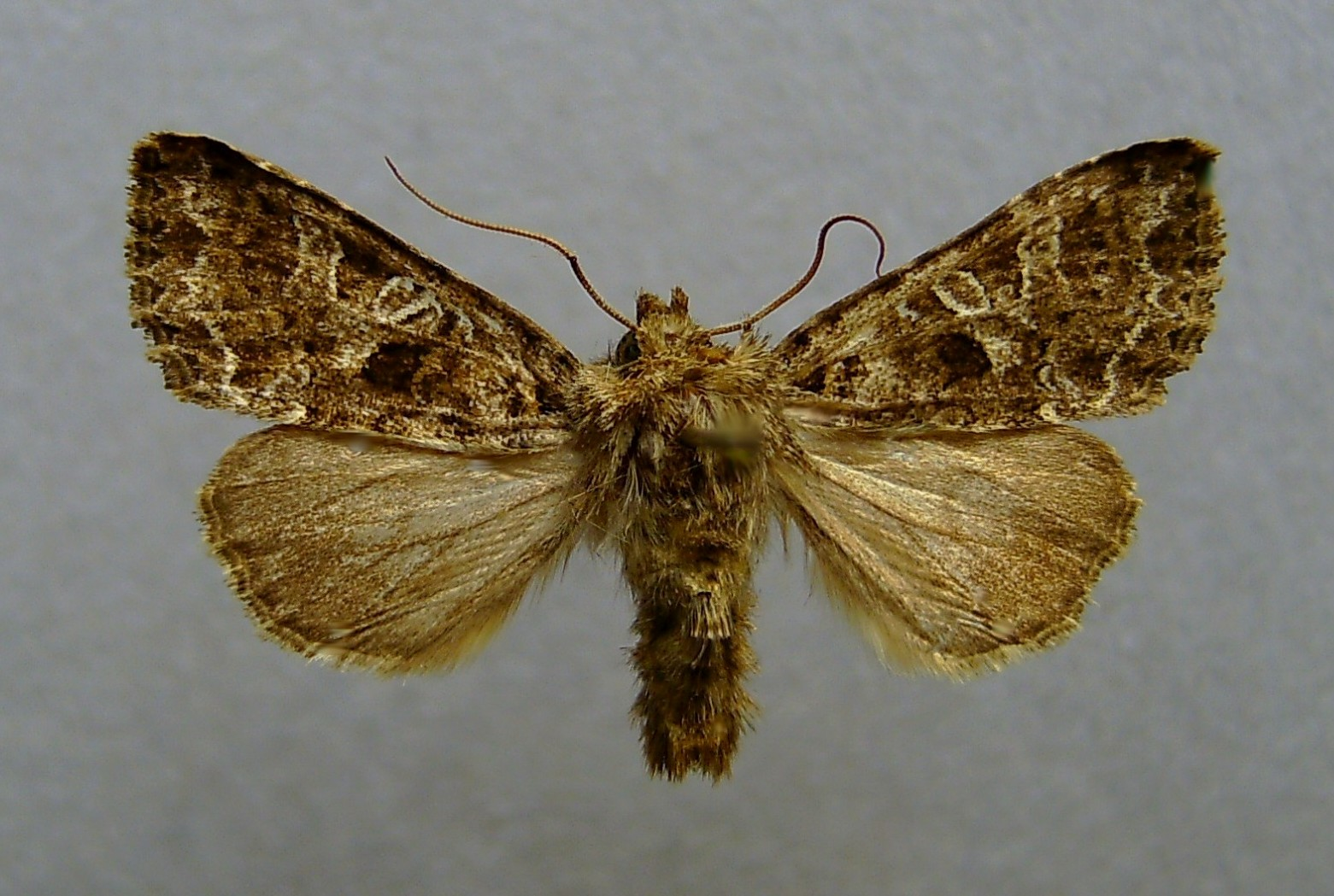
Hadena bicruris Gewone silene-uil
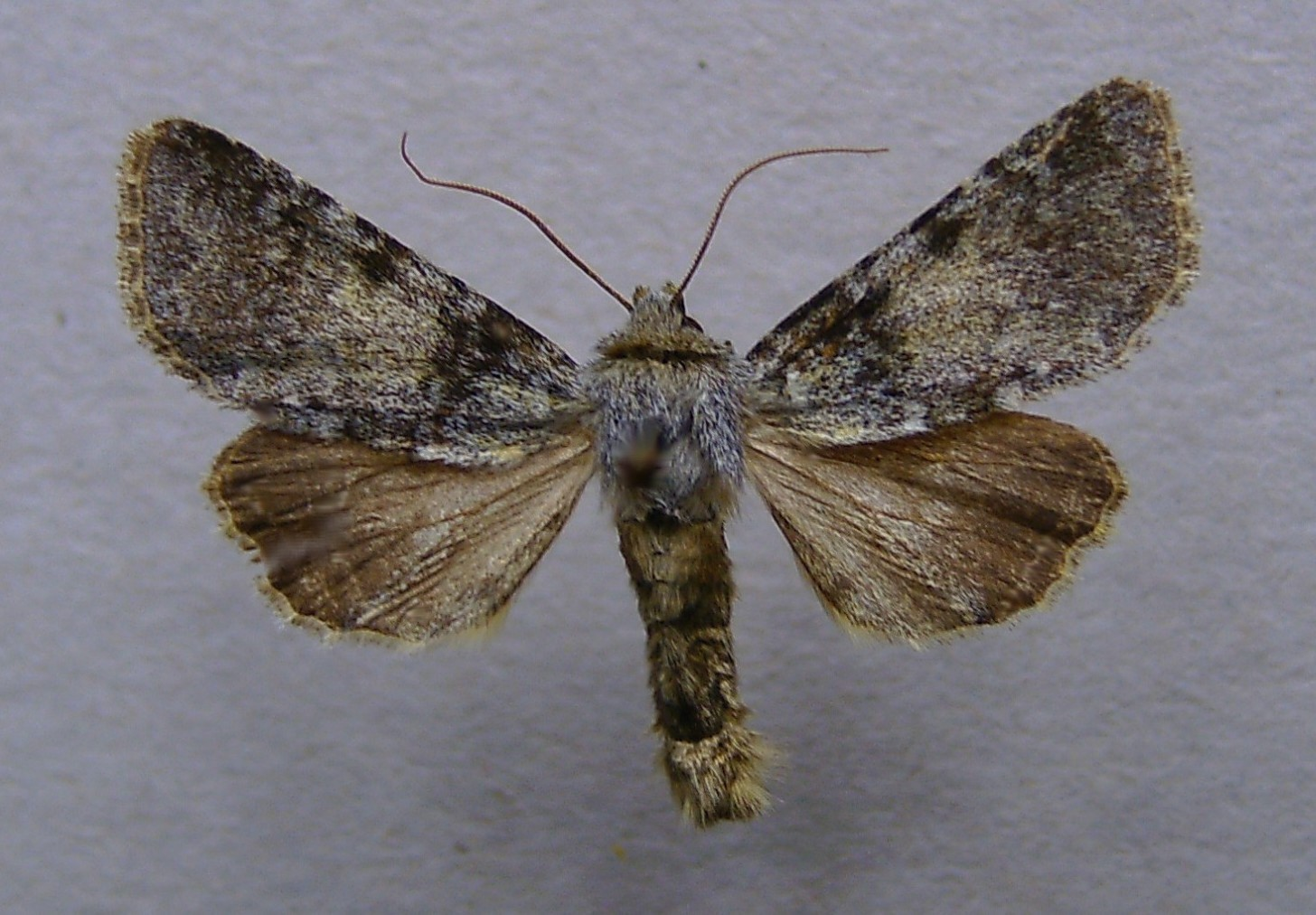
Hadena caesia
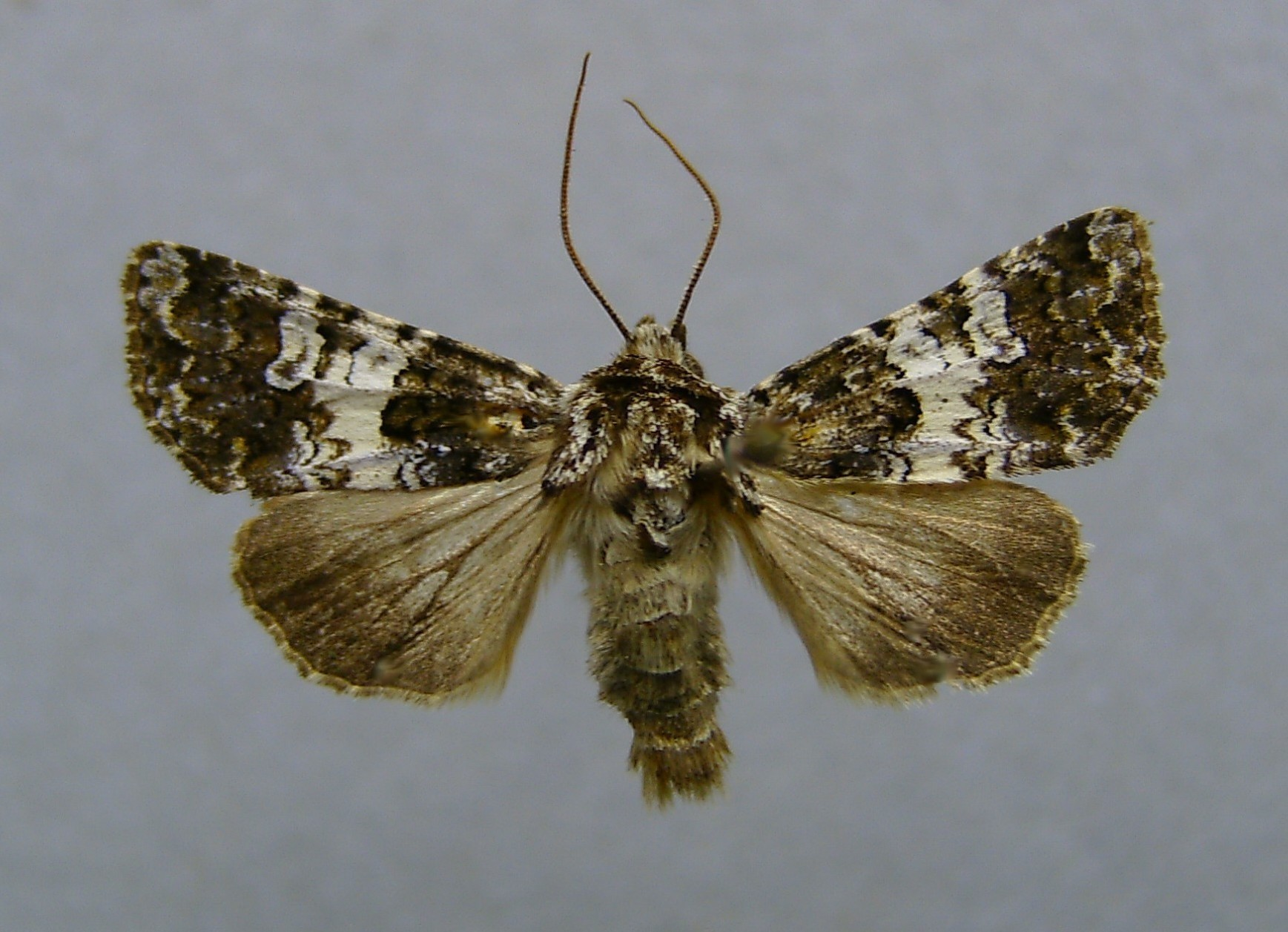
Hadena compta Witband-silene-uil
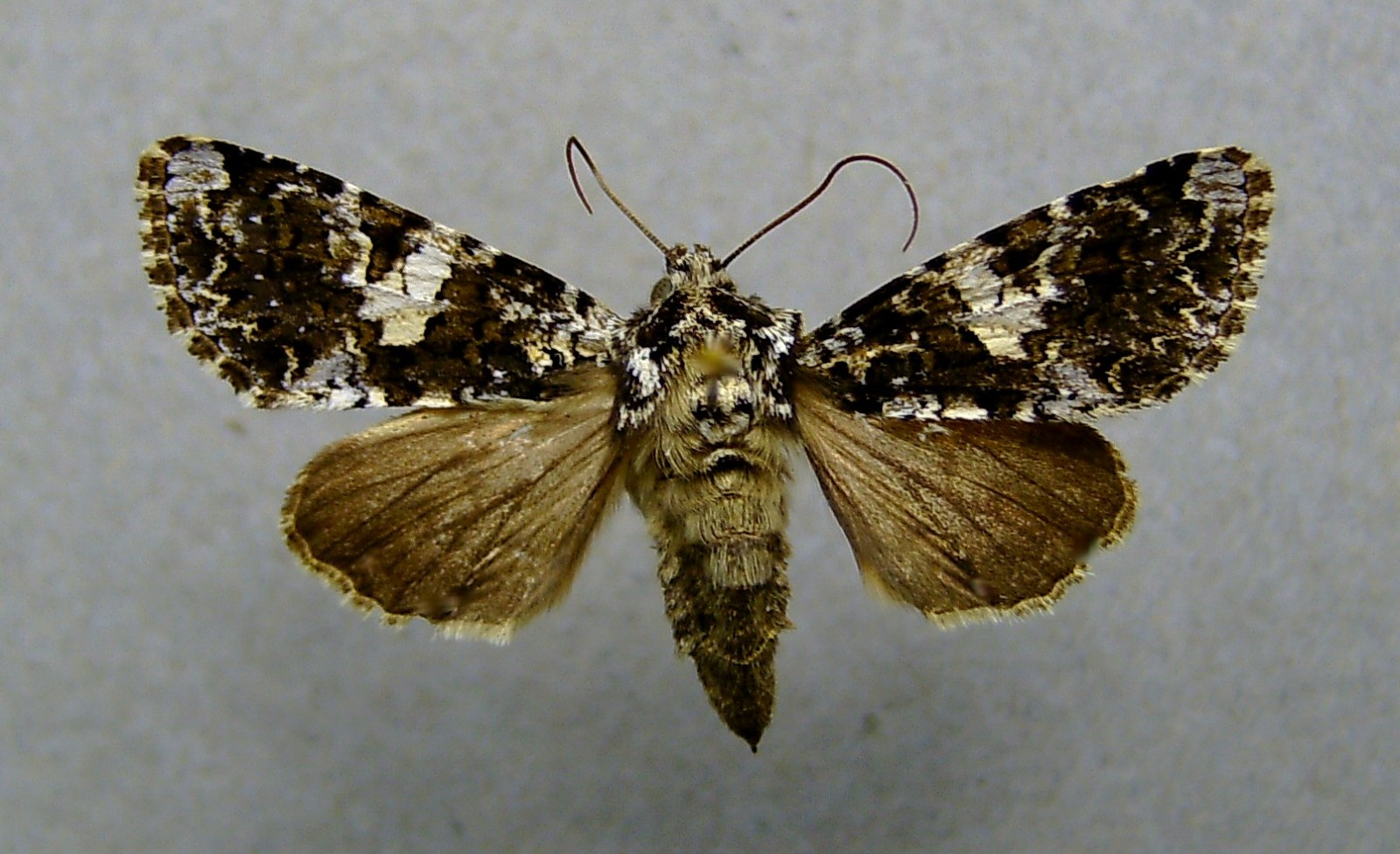
Hadena confusa Gevlekte silene-uil
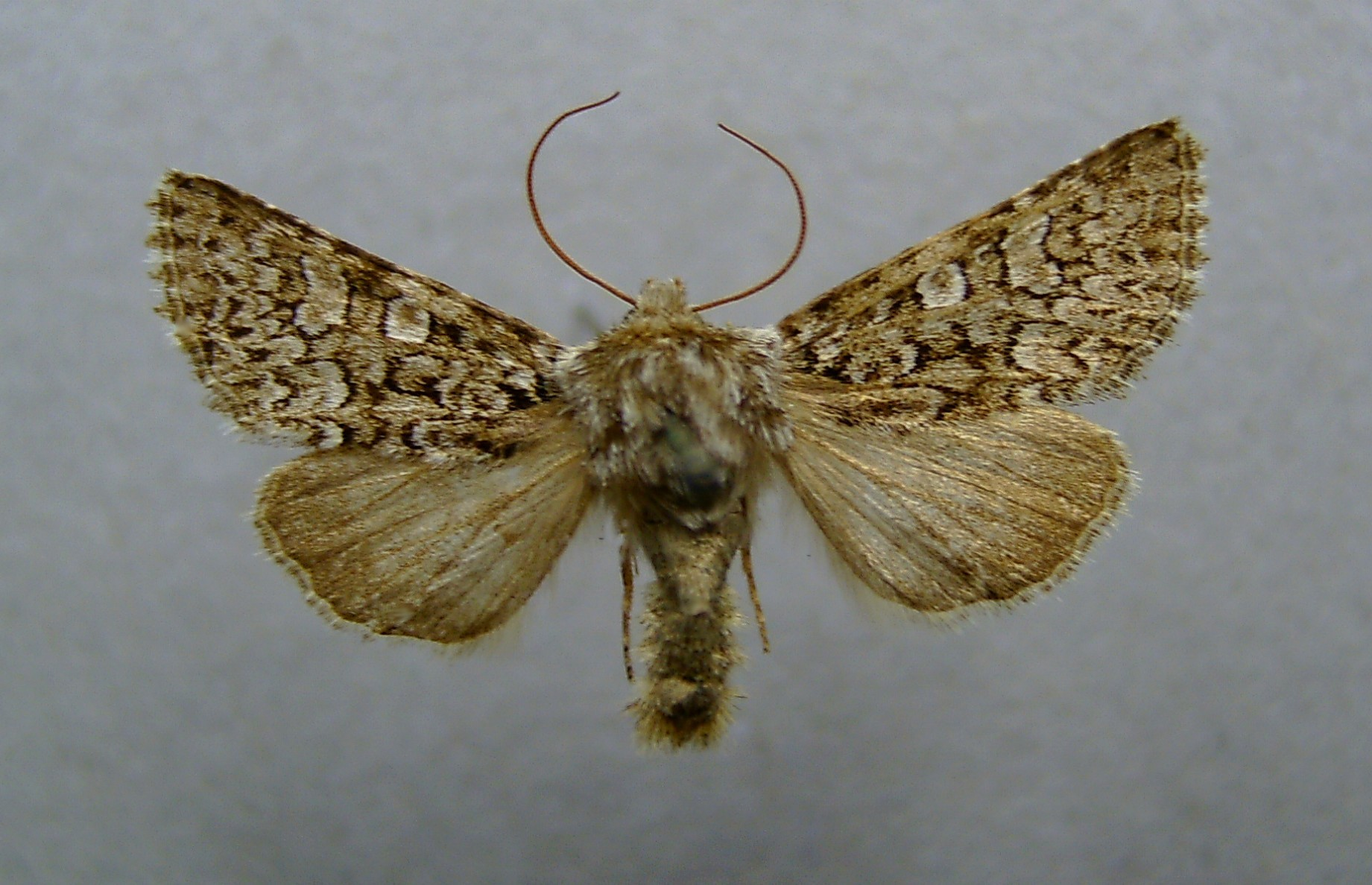
Hadena filograna
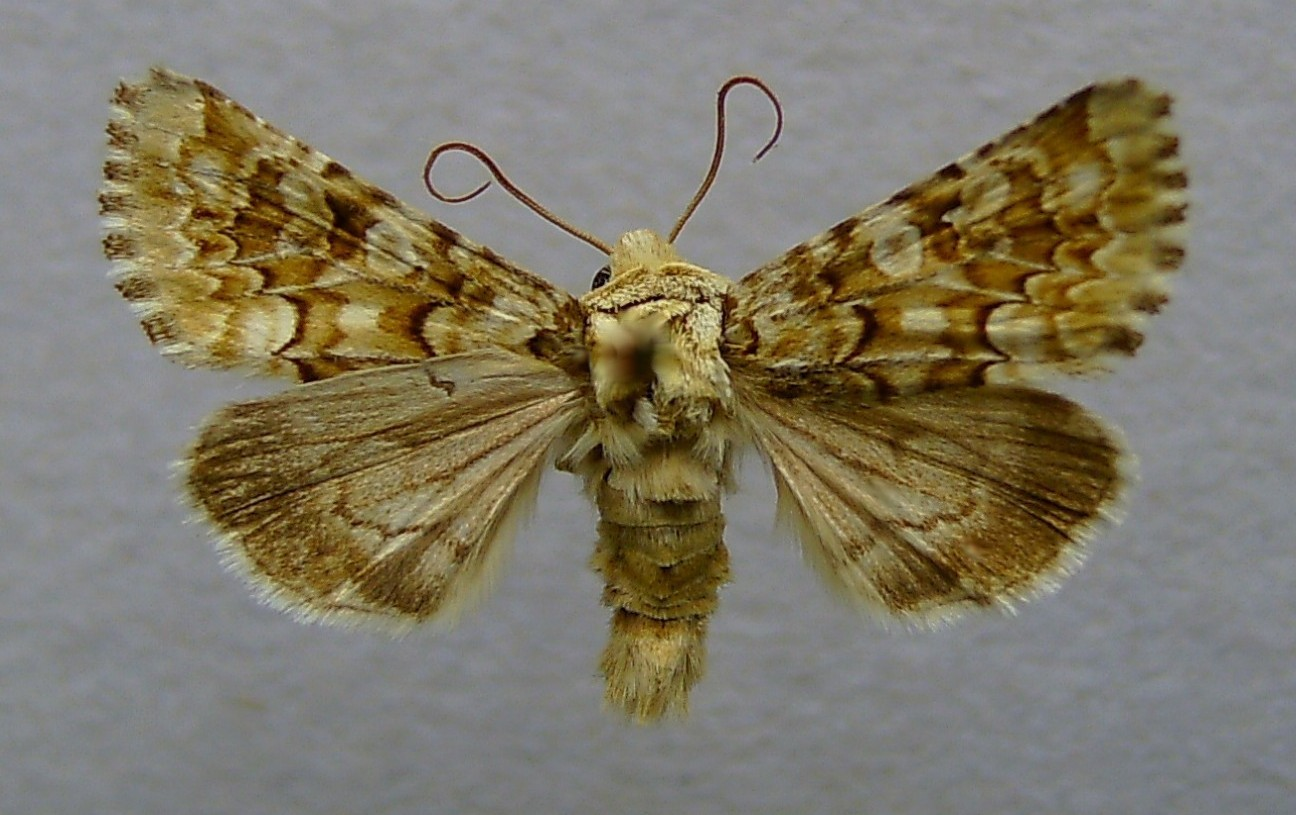
Hadena irregularis Oorsilene-uil
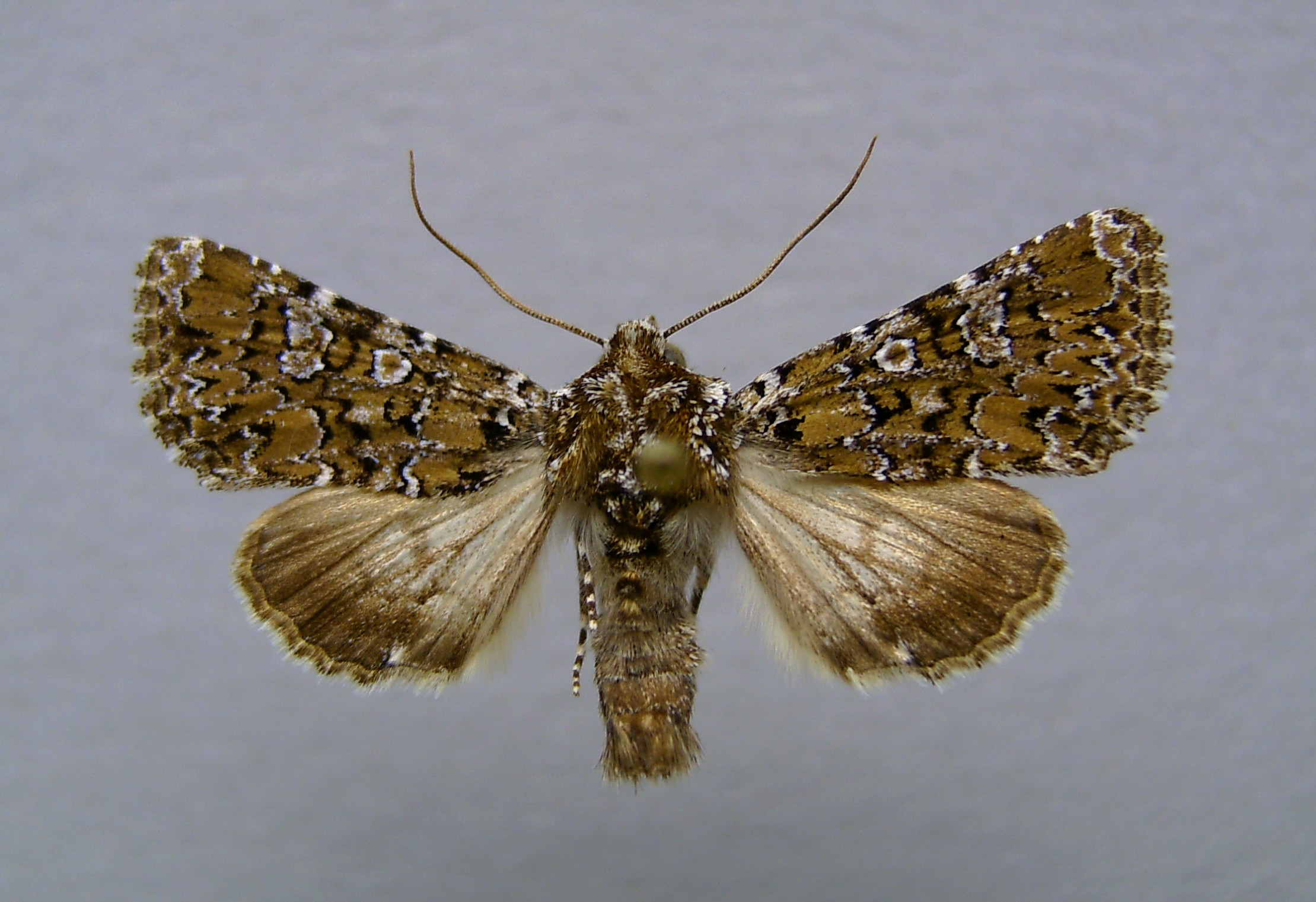
Hadena magnolii
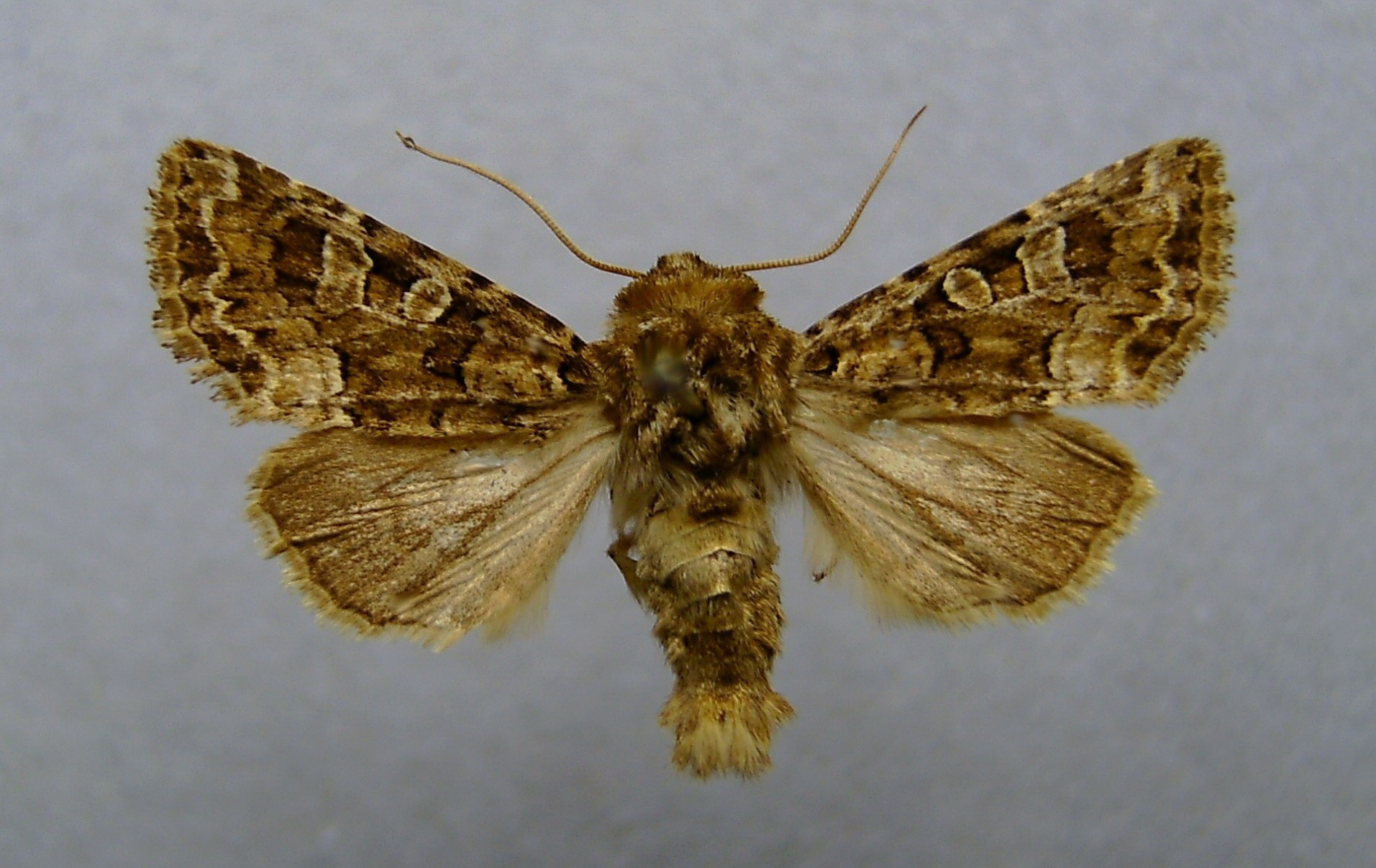
Hadena perplexa Variabele silene-uil